# Río Janka
El río Janka (en ruso: Ханка es un río de la república de Adiguesia, en Rusia, afluente por la izquierda del río Bélaya, tributario de la cuenca hidrográfica del Kubán.

## Curso
Nace 5 km al suroeste de Mirny (44°31′06″N 39°55′31″E / 44.51833, 39.92528). Tiene unos 28 km de longitud y desemboca en el Bélaya a la altura de Jánskaya, stanitsa a la que da nombre, y del jútor Vesioli (44°40′24″N 39°56′31″E / 44.67333, 39.94194).